# ひろせひろせ
ひろせひろせ（1990年6月8日 - ）は、日本の作曲家、編曲家。
フレンズの元メンバー。現在はサウンドクリエイトチームYCM代表。本名は廣瀬成仁（ひろせ なりひと）。

## 概要
愛称はひろせ。食べることが好き。nicotenではベーシストとして活動。フレンズではほぼすべての楽曲を作曲していた。
CMソングも多数担当しており、プロスタイルクラシエ、オランジーナ100、マックシェイク（歌唱のみ）も担当している。
SILENT SIRENの梅村妃奈子とは10代の頃からの友人である。太田プロのお笑いコンビアルコ&ピース酒井健太率いる若手芸人の派閥「酒井軍団」にミュージシャン代表として参加。
作曲では「イントロで人の心をつかむ名イントロに名曲アリ」を信条としている。

## 提供した主な楽曲
- 麻倉まりな
  - 「冬花火」 - 作曲(YCM名義)

- CUBERS
  - 「推し肌恋しい」 - 作曲
  - 「顔面国宝それな」-作曲
  - 「妄想ロマンス」 - 作曲
  - 「Yeah!僕らは変わらない」-作曲
  - 「SweetBeat」-編曲

- TEAM SHACHI
  - 「わたしフィーバー」 - 作曲
  - 「HONEY」 - 作曲(YCM名義)

- SHE IS SUMMER
  - 「あれからの話だけど」 - 作曲
  - 「待ち合わせは君のいる神泉で」 - 作曲
  - 「君をピカソの目でみたら」 - 作曲

- SILENT SIREN
  - 「Letter」 - 作曲

- 西恵利香
  - 「誰よりも素敵な」 - 作曲

- M!LK
  - 「愛と合図」 - 編曲

- 土岐隼一
  - 「半端なDistance」- 作曲 編曲
  - 「ワスレモノ」 - 作曲 編曲

### ジャニーズ事務所関連
- KinKi Kids
  - 「切ないね」 - 共作曲(YCM名義)

- Sexy Zone
  - 「ぎゅっと」 - 作曲
  - 「会いたいよ」 - 作曲

- A.B.C-Z
  - 「JOYしたいキモチ」 - 作曲
  - 「DANGER-DANGER」- 共作曲(YCM名義)
  - 「Hopping Now !」- 共作曲(YCM名義)